# كريستيا فريلاند
كريستينا أليكساندرا (بالإنجليزية: Chrystia Freeland)‏ (ولدت في 2 أغسطس1968) كاتبة وصحفية كندية. عُينت وزيرة خارجية وزيرة خارجية في يناير 2017، خلف ستيفان ديون. عملت في العديد من المناصب التحريرية في فايننشال تايمز، جلوب، ميل، وتومسون رويترز (حيث كانت المدير الإداري ومحررة أخبار). قبل أن تعلن نيتها في الترشيح لحزب الأحرار الكندي في الانتخابات الفرعية ليحل محل بوب راي كعضو في البرلمان لمركز تورونتو. بعد فوزها بترشيح الحزب الليبرالي في 15 سبتمبر 2013، انتخبت إلى البرلمان في الانتخابات الفرعية التي أجريت في 25 نوفمبر / تشرين الثاني 2013. عٌينت في مجلس الوزراء الكندي كوزير للتجارة الدولية في 4 نوفمبر 2015، سميت هذا الشهر كواحدة من أكثر 50 شخصية تأثيرا من قبل مجلة تورنتو لايف. تم تعينها في 10 يناير 2017 وزيرة خارجية.
قامت بتأليف كتاب "بيع القرن"، وهو كتاب عام 2000 عن رحلة روسيا من الشيوعية إلى الرأسمالية والبلوتوقراطية: صعود الغنى العالمي الجديد وسقوط الجميع في عام 2012. وأيضا كتاب بلوتوكراتس كان أكثر الكتب مبيعا لنيويورك تايمز وحاز على جائزة لونيل جيلبر 2013 لتقديم تقارير واقعية عن الشئون الخارجية. كما فازت عام 2013 بجائزة الكتاب الوطني لأفضل كتاب أعمال تجارية كندية.